# Jedno uz drugo (2012.)
"Jedno uz drugo" je dokumentarni film iz 2012. koji govori o današnjoj koegzistenciji filmova snimljenih digitalnom tehnikom i filmova snimljenih na klasičnu filmsku vrpcu. Pripovjedač i producent filma je poznati američki glumac Keanu Reeves, a režiser Christopher Kenneally.

## Nastanak filma
Ideja za dokumentarni film je nastala tijekom postprodukcije dugometražnog filma Henryjev zločin. Keanu Reeves je, kao producent, sudjelovao na svim sastancima i često diskutirao s Christopherom Kenneallyjem o procesu nastanka filma. Između ostalog, predložio je da se snimi kratak dokumentarni film o poboljšanju boje naspram korekciji boje, što su kasnije razradili u puno veću ideju.

## Opis filma
"Dokumentarac će istražiti povijest, proces i hodogram digitalnog snimanja filmova i klasičnog snimanja filmova na filmsku vrpcu. Težimo da pokažemo što su umjetnici i filmaši kadri postići i s filmskom vrpcom i s digitalnim, te kako su njihove potrebe i inovacije pomogle da se stvaranje filmova gurne u nove smjerove. Intervjui s redateljima, snimateljima, koloristima, znanstvenicima, inženjerima i umjetnicima otkrit će njihova iskustva i osjećaje prema filmu i digitalnom, gdje smo sada, kako smo došli ovuda i što budućnost može donijeti..." (Keanu Reeves)
Dokumentarac je snimljen dvjema digitalnim kamerama Panasonic HPX 170 i kamerom Canon EOS 5D Mark II za arhivske isječke (engl. b-roll), s ekipom od četiri ili pet ljudi koja je uključivala Kenneallyja, Reevesa i Chrisa Cassidyja.
Snimanje su započeli na festivalu filmske fotografije Plus Camerimage u Poljskoj, na kojem su intervjuirali prvih četrdeset filmskih djelatnika (redatelja, snimatelja, dizajnera specijalnih efekata, profesionalaca u postprodukciji, itd.). Nakon toga se još filmaša zainteresiralo za projekt pa su u konačnici dobili oko 140 intervjua, od kojih su zbog dužine dokumentarnog filma odabrali sedamdesetak.

## Popis sudionika filma
- Derek Ambrosi
- Michael Ballhaus
- Andrzej Bartkowiak
- Dion Beebe
- Jill Bogdanowicz
- Lorenzo di Bonaventura
- Danny Boyle
- Geoff Boyle
- James Cameron
- Michael Chapman
- Don Ciana
- Anne V. Coates
- Anthony Dod Mantle
- Lena Dunham
- Gary Einhaus
- Jonathan Fawkner
- David Fincher
- Shruti Ganguly
- Greta Gerwig
- Geoffrey Gilmore
- Michael Goi
- Terry Haggar
- Bob Harvey
- Charles Herzfeld
- Jim Jannard
- Gabriel Judet-Weinshel
- Caroline Kaplan
- Glenn Kennel
- Jason Kliot
- Ellen Kuras
- Chris Lebenzon
- Barry Levinson
- Richard Linklater
- George Lucas
- David Lynch
- John Malkovich
- Darnell Martin
- Donald McAlpine
- Phil Meheux
- Reed Morano
- Walter Murch
- Dennis Muren
- Christopher Nolan
- Vince Pace
- Wally Pfister
- Michael E. Phillips
- Dick Pope
- Ari Presler
- Robert Rodriguez
- Tom Rothman
- Alec Shapiro
- Ted Schilowitz
- Joel Schumacher
- Martin Scorsese
- Sandi Sissel
- Steven Soderbergh
- Stefan Sonnenfeld
- Tim Stipan
- Vittorio Storaro
- Edward Stratmann
- David Stump
- David Tattersall
- Jost Vacano
- Adam Valdez
- Lars von Trier
- Andy Wachowski
- Lana Wachowski
- Tim Webber
- Craig Wood
- Bradford Young
- Vilmos Zsigmond

## Premijera filma
Dokumentarac Jedno uz drugo je premijerno prikazan u veljači 2012. na Berlinskom filmskom festivalu i zatim prikazan na filmskom festivalu Tribeca u kolovozu iste godine.